# Liste der Bischöfe von Lamezia Terme
Die folgenden Personen waren Bischöfe des Bistums Lamezia Terme, bis 1986 Nicastro (Italien):
- Johannes (504)
- Illuminatus († 600)
- Valentinus (649)
- Teophanes (679)
- Andreas 11. Jh.
- Riccardus 11. Jh.
- Henricus (1094–1124)
- Ugo (1124-(?))
- Willelmus (1168–1178)
- Guido (1179–1195)
- Boemundus (1195–1202)
- Rogerius (1202–1221)
- Thaddeus (1221–1236)
- Urso (1236–1241)
- Gualterius von Cosenza (1241–1252)
- Samuel, O.F.M. (1252–1255)[1]
- Leonardus (1266-(?))
- Robertus (1272–1278)
- Tancredus de Montefuscolo, O.F.M. (1279–1299)[2]
- Nicola, O.S.B. (1299–1320)
- Petrus de Scalea, O.F.M. (1320–1323)[3]
- Ambrogio di Nicastro (1323–1333)
- Johannes de Prestona, O.F.M. (1333–1344?)[4]
- Nicolò (1344–1380)
- Manfredi (1380–1387)
- Angelo (nur wenige Monate) (1387–1387)
- Julianus, O.F.M. (1388–1390), vorher Bischof von Acerno (1363), Lettere (1371) und Castellammare di Stabia (1380?)[5]
- Giacomo Castelli, O.F.M. (1390–1394)
- Roberto Mazza (1394–1398)
- Giacomo (1398–1398)
- Gentile (1398–1418)
- Paolo (1418–1431)
- Giovanni de Paganis (1431–1451)
- Roberto di Simeri, O.F.M. (1451–1473)
- Antonio (1473–1488)
- Pietro Sonnino (1489–1490)
- Antonio Lucidi (1490–1495)
- Bartolomeo de Luna (1495–1497)
- Francesco da Roccamura (1497–1504)
- Nicolò Capranica (1504–1517)
- Franciotti Orsini (1517–1518) (Kardinal)
- Andrea della Valle (1518) (Kardinal)
- Antonio De Paola (1518–1523)
- Girolamo De Paola (1523–1530)
- Andrea della Valle (1530)
- Giovan Pietro Ricci (1530)
- Antonio Maria del Monte (1530–1533)
- Nicola Regitano (1533)
- Paolo Capizucchi (1533–1539)
- Marcello Cervini (1539–1540) (Kardinal, 1555 Papst)
- Giacomo Savelli (1540–1554) (Kardinal)
- Mariano Savelli (1554–1556)
- Giacomo Savelli (1556–1559)
- Giovanni Antonio Facchinetti (1560–1575) (Kardinal)
- Ferdinando Spinelli (1575–1581)
- Alessandro Ravalio (1582–1585)
- Clemente Bontadosio (1586–1594)
- Pietro Francesco Montorio (1594–1620)
- Ferdinando Confalone (1621–1624)
- Baldassare Bolognetti (1624–1629)
- Alessandro Castracani (1629–1632)
- Giovan Battista Curiale oder Correale (1632–1635)
- Domenico Ravenna (1635–1637)
- Marco Antonio Mandosio (1637–1638)
- Giovanni Tommaso Perrone (1639–1677)
- Francesco Tansi (1680–1692)
- Nicola Cirillo (1692–1709)
- Giovanni Carafà (1718–1719)
- Domenico Angeletti (1719–1731)
- Francesco Maria Loyero (1731–1736)
- Achille Puglia (1737–1773)
- Francesco Paolo Mandarani (1773–1796)
- Carlo Pellegrini (1797–1809)
- Gabriele Papa (1819–1824)
- Nicola Berlingieri (1825–1854)
- Giacinto Maria Berbieri (1854–1881)
- Giuseppe Candido (1881–1888)
- Domenico Maria Valensise (1888–1902)
- Giovanni Regine (1902–1916)
- Eugenio Giambro (1916–1955)
- Vincenzo Maria Iacono (1955–1961)
- Vittorio Mojetta (1961–1963)
- Renato Luisi (1963–1969)
- Ferdinando Palatucci (1969–1982)
- Vincenzo Rimedio (1982–2004)

1986 wurde das Bistum Nicastro in Bistum Lamezia Terme umbenannt, die lateinische Bezeichnung ist weiterhin Diocesis Neocastrensis.
- Luigi Antonio Cantafora (2004–2019)
- Giuseppe Schillaci (2019–2022), dann Bischof von Nicosia
- Serafino Parisi (seit 2022)